# Licorne

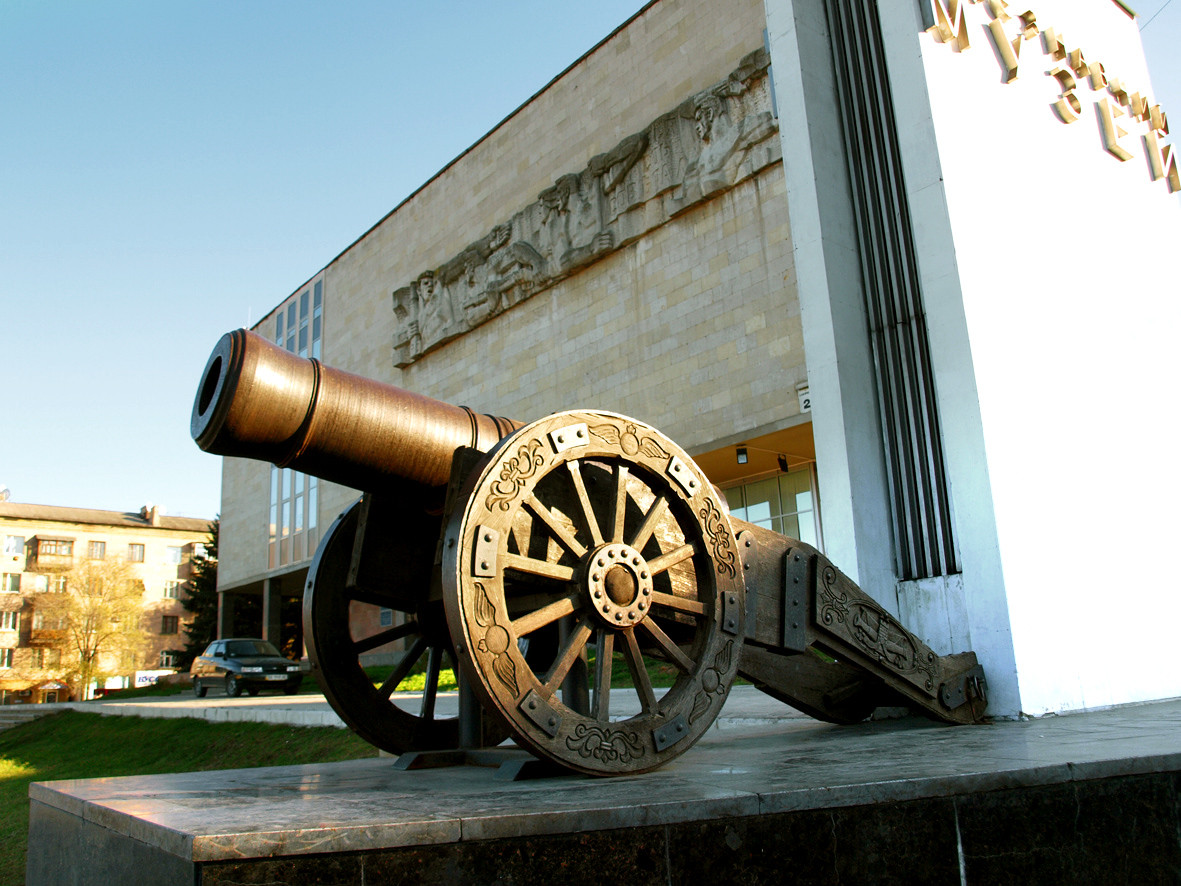
Licorne del 1814 (Luhans'k)

Licorne (in russo Единорог?, Edinorog, unicorno) è il nome dato dai francesi ad un cannone ad avancarica russo del XVIII e XIX secolo, ideato nel 1757 da M.W. Danilov e S.A. Martynov ed utilizzato dal generale comandante d'artiglieria Pëtr Ivanovič Šuvalov.

## Descrizione
Il licorne era un ibrido tra un obice ed un cannone di quel tempo, con una canna più lunga rispetto agli obici contemporanei, il che dava una traiettoria più piatta per i proiettili, ma anche una gittata maggiore. Come gli obici aveva una camera di scoppio di diametro minore rispetto al calibro di un cannone, ma mentre la camera degli obici era cilindrica quella del licorne era conica, con il diametro alla base simile a quello di un cannone. La camera conica era più semplice da caricare e facilitava il posizionamento del proiettile al centro esatto della canna. I licorne erano in grado di sparare sia le classiche palle di cannone sia le granate usate negli obici, nonché le mitraglie.

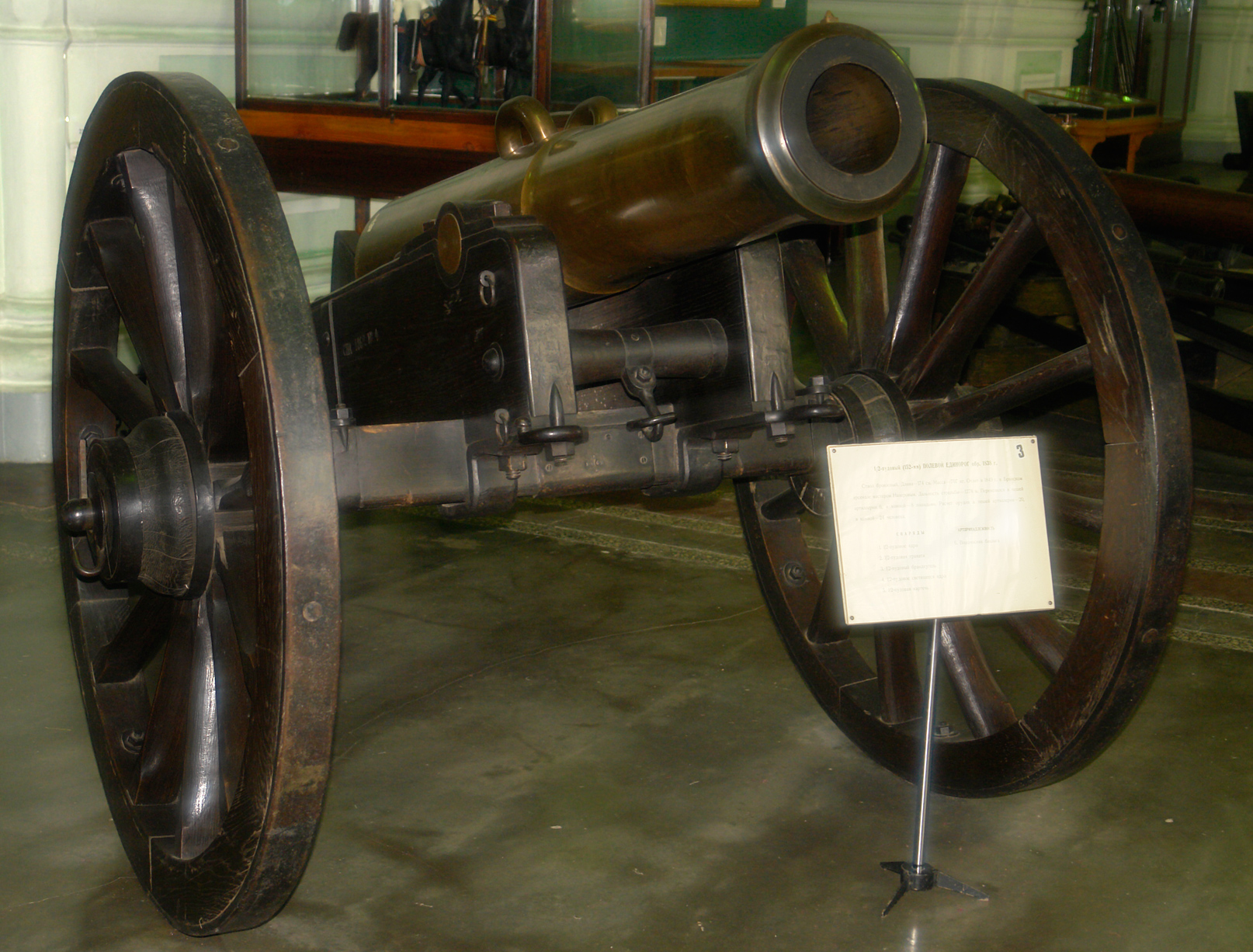
Licorne da sei pollici del 1838

Il progetto iniziale era una via di mezzo tra un cannone, un obice ed un mortaio. La canna era un calibro 9 o 10, ed il peso della polvere da sparo era un quinto di quello del proiettile, rapporto compreso tra quello del cannone (metà del proiettile) e quello del mortaio (un decimo del proiettile). Quando furono introdotti nell'esercito russo nel 1758, i licorne erano da otto libbre, per poi evolversi nei modelli da 10, 20, 40 e 80 libbre. Il sistema di misura russo del tempo era comunque in pud, per cui i licorne di questa lista erano da 1/4 pud, 1/2 pud, 1 pud e 2 pud. Quello da 8 libbre aveva bisogno di due cavalli per essere spostato, mentre i più pesanti ne utilizzavano rispettivamente tre, cinque, sei e dodici. Il corpo di obici di Shuvalov aveva nel 1758 38 licorne su un totale di 200 cannoni. In quest'occasione il corpo fu soprannominato Bombardiere. Altri unicorni furono introdotti l'anno seguente in sostituzione dell'artiglieria media di altre unità, compresa la cavalleria. Nello stesso anno due licorne da mezzo pud (e quattro obici secret) furono consegnati agli austriaci come dimostrazione, ma decisero che la gittata era troppo limitata ed il trasporto troppo difficoltoso. Furono organizzati test ufficiali in Russia nel 1760, ma non riuscirono a dimostrare un vantaggio apprezzabile rispetto ai vecchi pezzi. Nonostante questo Shuvalov fece pressioni presso il Senato per dichiarare che i licorne erano un miglioramento, anche se non soddisfacente. Il numero di licorne in servizio salì a 280 quell'anno, paragonato ai 603 cannoni, 169 obici e 117 mortai. Moltio di loro (224) facevano parte dei corpi d'artiglieria. Il maggior generale Aleksandr Glebov, che assunse il comando dell'artiglieria dell'esercito nel 1760, ordinò di utilizzare i nuovi cannoni per sostenere gli attacchi con fuoco indiretto, sparando oltre le proprie truppe all'assalto nel tentativo di distruggere le difese avversarie.
Il licorne da due pud fu abbandonato nel 1762 in quanto troppo pesante da manovrare, poco dopo la morte di Shuvalov. Dopo il 1805 l'esercito russo utilizzò i licorne da 2, 10 e 18 libbre. Una compagnia di fanteria leggera era composta da quattro licorne da 10 libbre, quattro cannoni leggeri e quattro da sei libbre. Una compagnia di artiglieria pesante aveva quattro cannoni leggeri e quattro da 12 libbre, oltre a quattro da 18 libbre e due licorne da 2 libbre. Sei cannoni da 6 libbre e sei licorne da 10 libbre formavano una compagnia di artiglieria a cavallo. I licorne erano solitamente posti sui fianchi delle batterie d'artiglieria. Questa strategia è ora chiamata "sistema del 1805", e fu ampiamente utilizzata da Aleksej Andreevič Arakčeev dopo la lezione imparata nella battaglia di Austerlitz, dove l'artiglieria russa si era comportata male. Nel sistema del 1805 i licorne da 2 libbre vengono spesso definiti da 3 libbre, mentre quelli da 18 diventano da 20. Quelli da 2 libbre non erano più in servizio al tempo della guerra del 1812, ma gli altri due modelli vennero utilizzati fino alla guerra di Crimea, quando molti furono catturati dai britannici come bottino di guerra. Avevano grande precisione rispetto agli obici da sei pollici francesi.
I licorne furono utilizzati anche dalle unità polacche del Regno del Congresso.
Il nome deriva dalle maniglie a forma di unicorno poste sulla canna.